# Laminci Brezici
Laminci Brezici (en cirílico: Ламинци Брезици) es una localidad de la municipalidad de Gradiška, Republika Srpska, Bosnia y Herzegovina.

## Población
| Composición de la Población - Localidad de Laminci Brezici | Composición de la Población - Localidad de Laminci Brezici | Composición de la Población - Localidad de Laminci Brezici | Composición de la Población - Localidad de Laminci Brezici | Composición de la Población - Localidad de Laminci Brezici |
| ---------------------------------------------------------- | ---------------------------------------------------------- | ---------------------------------------------------------- | ---------------------------------------------------------- | ---------------------------------------------------------- |
|                                                            | 2013                                                       | 1991                                                       | 1981                                                       | 1971                                                       |
| Total                                                      | 1.847 (100,0%)                                             | 1.415 (100,0%)                                             | 1.427 (100,0%)                                             | 1.127 (100,0%)                                             |
| Mujeres                                                    | 971                                                        | -                                                          | -                                                          | -                                                          |
| Varones                                                    | 924                                                        | -                                                          | -                                                          | -                                                          |
| Serbios                                                    | 1590                                                       | 867 (61,27%)                                               | 846 (59,29%)                                               | 829 (73,56%)                                               |
| Croatas                                                    | 7                                                          | 3 (0,212%)                                                 | 3 (0,210%)                                                 | 7 (0,621%)                                                 |
| Bosniacos                                                  | 169                                                        | 392 (27,70%)                                               | 258 (18,08%)                                               | 272 (24,13%)                                               |
| Musulmanes                                                 | 6                                                          |                                                            |                                                            |                                                            |
| Yugoslavos                                                 | 2                                                          | 116 (8,198%)                                               | 243 (17,03%)                                               | -                                                          |
| Gitanos                                                    | 108                                                        | -                                                          | 73 (5,17%)                                                 | 10 (0,89%)                                                 |
| Eslovenos                                                  | 1                                                          | -                                                          | -                                                          | 1 (0,09%)                                                  |
| Otros                                                      | 0                                                          | 37 (2,62%)                                                 | 4 (0,28%)                                                  | 8 (0,71%)                                                  |
| Sin declarar                                               | 11                                                         | -                                                          | -                                                          | -                                                          |
| Desconocidos                                               | 1                                                          |                                                            |                                                            |                                                            |